# Katiu
Katiu (anche Taungataki) è un atollo appartenente all'arcipelago delle Isole Tuamotu nella Polinesia francese.

## Geografia
Si trova 23,5 km a ovest dell'atollo di Makemo.
L'atollo di Katiu ha una forma approssimativamente ovale, e misura 27 km di lunghezza e 12,5 km di larghezza nei punti massimi massima. La sua superficie totale, compresa la laguna, è di 235 km². La superficie totale delle terre emerse è di circa 3 km². La sua laguna è collegato al mare.
Possiede una popolazione di 262 abitanti.

## Storia
Il primo contatto europeo avvenne con l'esploratore russo Fabian Gottlieb von Bellingshausen nel 1820.